# Irina Mal'gina
Irina Anatol'evna Mal'gina (in russo Ирина Анатольевна Мальгина?; Murmansk, 8 giugno 1973) è un'ex biatleta russa.

## Biografia
In Coppa del Mondo esordì il 6 dicembre 2001 a Hochfilzen (43ª), ottenne il primo podio il 15 marzo 2002 a Lahti (2ª) e la prima vittoria il 11 dicembre 2002 a Pokljuka/Östersund.
In carriera prese parte a due edizioni dei Campionati mondiali, vincendo una medaglia.

## Palmarès

### Mondiali
- 1 medaglia:
  - 1 oro (staffetta mista a Pokljuka 2006)

### Coppa del Mondo
- Miglior piazzamento in classifica generale: 26ª nel 2002
- 5 podi (1 individuale, 4 a squadre):
  - 4 vittorie  (1 individuale, 3 a squadre)
  - 1 secondo posto  (a squadre)

#### Coppa del Mondo - vittorie
| Data             | Località           | Nazione         | Specialità                                                         |
| ---------------- | ------------------ | --------------- | ------------------------------------------------------------------ |
| 11 dicembre 2002 | Pokljuka Östersund | Slovenia Svezia | RL (con Svetlana Černousova, Galina Kukleva e Svetlana Išmuratova) |
| 29 novembre 2006 | Östersund          | Svezia          | IN                                                                 |
| 10 dicembre 2006 | Hochfilzen         | Austria         | RL (con Anna Bogalij-Titovec, Ol'ga Anisimova e Natal'ja Guseva)   |
| 10 gennaio 2007  | Ruhpolding         | Germania        | RL (con Anna Bogalij-Titovec, Ol'ga Anisimova e Natal'ja Guseva)   |

Legenda:

IN = individuale

RL = staffetta